# Chorale Élisabeth Brasseur
Pour les articles homonymes, voir Élisabeth Brasseur et Brasseur.
La chorale Élisabeth Brasseur est un ensemble vocal français créé en 1920 et qui prit le nom de sa fondatrice en 1943.

## Historique
À partir de 1920, Élisabeth Brasseur fonde à Versailles la Chorale féminine de l'église Sainte-Jeanne d'Arc, qui devint mixte par la suite et prit le nom de Chorale Élisabeth Brasseur en 1943. Cette formation devait devenir l'une des plus illustres formations chorales d'après-guerre, en participant à de nombreux concerts, et en créant des œuvres de compositeurs francophones, comme Une Cantate de Noël d'Arthur Honegger, créée à Bâle en 1953, ou en exécutant le Psaume XLVII de Florent Schmitt en sa présence, et auquel elle confiait : « Comment peut-on chanter cela et ne pas se fondre ? ». 
Sa chorale était demandée par les Concerts Lamoureux, les Concerts Pasdeloup, la Société des concerts du Conservatoire.  Elle donna des concerts avec des chefs comme Jean Martinon, Paul Paray. Parmi d'autres exécutions, citons Jeanne au Bûcher[réf. nécessaire] et Le Roi David d'Honegger, qui fut donné en l'église saint-Roch à Paris en octobre 1951, avec l'Orchestre National de la Radiodiffusion française, placé sous la direction du compositeur, ou encore le Requiem de Maurice Duruflé[réf. nécessaire]. 
Dans le cadre des concerts du Domaine musical de la saison 1957, sa chorale interpréta Les Noces d'Igor Stravinsky, avec l'Orchestre du Domaine musical placé sous la direction de Pierre Boulez, ainsi que des œuvres d'Anton Webern. 
En novembre 1967, avec l'Orchestre de Paris dirigé par Charles Munch, la chorale Brasseur se produisit dans un programme où l'on donna notamment la Symphonie fantastique, op.14, d'Hector Berlioz, le Requiem canticles, pour contralto, basse, chœur et orchestre d'Igor Stravinsky, et La Mer, trois esquisses symphoniques, de Claude Debussy.
À sa mort en 1972, c'est Catherine Brilli qui devait prendre la direction de la Chorale.

## Période contemporaine
L'ensemble porte désormais le nom de Chœurs Élisabeth Brasseur et se produit depuis septembre 2002 sous la direction d'Antoine Sebillotte après avoir été dirigé par Michel Aunay durant vingt ans.

## Créations
Parmi les premières auditions que la chorale Brasseur donna, on peut citer :
- de Florent Schmitt : 
  - En bonnes-voix, opus 31, a cappella à la S.M.I. (1938)[7]
  - À contre-voix, six chœurs pour voix mixtes ou quatuor a cappella, Société Nationale, 30 janvier 1947[8]
- de Claude Delvincourt :
  - Salut solennel, pour orchestre, chœurs et solistes, création salle Pleyel en 1951 avec l'orchestre des Concerts Lamoureux et la chorale Elisabeth Brasseur, dir. J.B. Mari, avec Maurice Duruflé à l'orgue[9].

## Enregistrements
- Florent Schmitt : Psaume XLVII, avec Maurice Duruflé (orgue), Denise Duval (soprano), Chorale Élisabeth Brasseur, Orchestre de la Société des concerts du Conservatoire, dir. Georges Tzipine

Disque Pathé-Marconi-EMI, nov. 1952 (33-FCX-171)
- Francis Poulenc : Sécheresses, Chorale Élisabeth Brasseur, Orchestre de la Société des concerts du Conservatoire, dir. Georges Tzipine

Disque Pathé-Marconi-EMI, nov. 1953 — ces deux enregistrements réédités en 2004 (EMI Classics, Les Rarissimes de Georges Tzipine)
- Arthur Honegger : Une cantate de Noël, avec Maurice Duruflé (orgue), Pierre Mollet (baryton), Chorale Élisabeth Brasseur, Orchestre de la Société des concerts du Conservatoire, dir. Georges Tzipine

Disque Pathé-Marconi-EMI, fev. 1954 réédité en 2004 (EMI Classics, Les Rarissimes d'Arthur Honegger) 
- Emmanuel Chabrier : Le Roi malgré lui, Orchestre des concerts Lamoureux, dir. Jean Fournet[10]
- Claude Debussy : Pelléas et Mélisande, avec Camille Maurane (Pelléas), Janine Micheau (Mélisande), Michel Roux (Golaud), Xavier Depraz (Arkel), Rita Gorr (Geneviève), Annik Simon (Yniold), Marcel Vigneron (un Berger, un Médecin), chœurs Élisabeth Brasseur, Orchestre des Concerts Lamoureux, Jean Fournet (dir.) -  1953
- Hector Berlioz : La Damnation de Faust avec Consuelo Rubio, Richard Verreau, Pierre Mollet, chœur Élisabeth Brasseur, orchestre Lamoureux, Igor Markevitch (dir.) - DG, 1960
- Beethoven : Intégrale des symphonies, Orchestre de la Société du Conservatoire, chorale Brasseur, direction Carl Schuricht, disque EMI[11]